# Lestár János
Lestár János (Budapest, 1931. február 24. – Budapest, 2011. február 25.) magyar filmrendező.

## Életpályája
Szülei Lestár János és Barhács Mária voltak. 1952–1957 között a Színház- és Filmművészeti Főiskola rendező szakán tanult. 1957–1963 között a Budapest Filmstúdiónál kezdett dolgozni asszisztensként. 1963–1974 között a MAFILM Katonai Stúdiójához került. 1974–1987 között a Magyar Híradó- és Dokumentumfilmstúdióban rendezett. 1987–1993 között a megalakult MOVI-ban dolgozott.
Rövidfilmek társrendezője is volt Raffay Annával (Busójárás, 1958), Kollányi Ágostonnal (Madárdal a kőrengetegben, 1959). Első önálló, egy kiállítást bemutató dokumentumfilmje a Színek és képek (1959) volt. Sok, a katonai életet bemutató dokumentum- és játékfilmet készített, illetve katonai oktatófilmek létrehozásában is közreműködött.

## Magánélete
1958-ban házasságot kötött Dallos Szilvia színésznővel. Egy lányuk született: Ágnes (1972).

## Filmjei
- László Károly portré (1994)
- Tűznyilak (1974)
- Díszszemle '70 (1970)
- Új tavaszi seregszemle (1970)
- Aero szimfónia (1968)
- Gödöllőtől Csandigárig – Ganz Műszerművek (1967)
- Férjhez menni tilos (1964)
- Asszony a telepen (1963)
- Májusi fagy (1962)
- Házasságból elégséges (1962)
- Csutak és a szürke ló (1961)
- Katonazene (1961)
- Fapados szerelem (1960)
- Madárdal a kőrengetegben (1959)
- Színek és képek (1959)
- Busójárás (1958)
- Egyszer csak megérkezik az ember
- Rita
- Együtt
- Fekete mappa
- Amerika
- Fények és árnyak Dániában
- Vonzáskörök
- Bányászok
- Fejezetek a Gutenberg-galaxis magyarországi történetéből
- Vallomások Várkonyiról
- A filmrendező halálai
- Emberek a Tiszaháton
- A vasutat az idő hozta
- A főnixmadár városa

## Díjai, elismerései
- Balázs Béla-díj (1969)
- Érdemes művész (1981)

## Szakirodalom
- Lestár János: Kavicsok. Egy filmrendező emléktöredékei (Hungarovox, Bp., 2014)